# Anna Wahlgren
Anna Martha Sofia Wahlgren, ursprungligen Karlsson, född 6 oktober 1942 i Lunds stadsförsamling i Skåne, död 7 oktober 2022 i Goa, Indien, var en svensk författare och samhällsdebattör.
Anna Wahlgren var främst känd för Barnaboken som utgavs 1983. Hon skrev också romaner, novellsamlingar, dikter, en barnbok och en självbiografi i tre delar samt var en ibland kontroversiell deltagare i offentlig debatt om barnuppfostran.

## Biografi
Anna Wahlgren var dotter till byggmästaren Harry Karlsson och restaurangföreståndaren Marianne Wahlgren, som tidigt gick skilda vägar. Hon var yngre halvsyster till fotografen Stig T. Karlsson och byggmästaren Sven-Harry Karlsson. Wahlgren avlade studentexamen 1961 vid Viggbyholmsskolan i Täby och gick Witzanskys teaterskola 1962–1963.
Hon debuterade som författare 1968 med novellsamlingen En av kvällarna i november och barnboken Burken. Hon slog igenom med romanen Veka livet med för sin tid hög upplaga. Hennes mest kända bok Barnaboken, publicerad 1983, har kommit ut i flera utgåvor och översatts till en rad språk.
Wahlgren var vid sidan av sitt författarskap kolumnist i vecko- och dagspress, bland annat för Hemmets Journal 1972–1976 och Aftonbladet 1977. Hon var sommarpratare i radioprogrammet Sommar 1991. Wahlgren skrev även pjäser för radio och TV. TV2 har uppfört pjäsen I väntrummet och de fyra kammarspelen Äkta makar.

## Samhällsdebattör
Som samhällsdebattör debuterade Wahlgren 1977 i TV-programmet Konfrontation. Där uttalade hon stark kritik mot daghem. Wahlgren motsatte sig daghemsplacering av barn under tre år, "Daghemmen betjänar arbetsmarknaden, inte barnen. Människor ska tas hand om av människor som älskar dem." Hon motsatte sig också tvångsomhändertagande av barn samt tung medicinering av späda och små barn, i synnerhet neuropsykiatrisk sådan.
Den 27 mars 1980 deltog Wahlgren i en debatt i TV-programmet Svenska bilder om teledatautredningen, där hon representerade Sveriges kulturarbetare. Teledata var vid denna tid en slags förstadium till det som senare skulle bli Internet. Programmet sändes på bästa sändningstid kl 20 då Sverige bara hade två TV-kanaler och fick därigenom stort genomslag. Hennes kommentar runt utredningen var att "För mig verkar det här rena rama 1984. Bara att titta i den här boken, och se hur det gödslas med ord som 'informationssökning', 'informationsleverantör', 'behörighetskontroll', 'hemterminal' - det är ganska förfärligt."

### Barnuppfostran
Wahlgrens råd för att bota sömnproblem hos barn som beskrivs i Sova hela natten-kuren har kritiserats av såväl barnpsykologer som barnläkare. Psykologer menar att metoden kan leda till otrygg anknytning då barnet inte får den tröst det behöver.
- I april 2009 väckte en video som lagts ut på Wahlgrens hemsida uppmärksamhet. Videon, som senare togs bort, visar hur Wahlgren använder den så kallade "tryckpressmetoden" för att få ett barn att somna. Efter att ha sett videon riktade barnläkaren Lars H Gustafsson allvarlig kritik mot metoden på sin blogg.[10] Videoklippet, och den efterföljande debatten, togs även upp i Rapport, efter att Svenska Barnläkarföreningen anmält Wahlgren till Barnombudsmannen.[11]
- I juni 2009 kritiserade ordföranden i Spädbarnsfonden, Ingela Rådestad, genom en debattartikel i Svenska Dagbladet, Wahlgrens råd att låta spädbarn sova på mage och kallade dem ovetenskapliga och att de riskerar att orsaka att fler barn dör av plötslig spädbarnsdöd.[12]

Wahlgrens dotter Felicia Feldt debuterade i januari 2012 med boken Felicia försvann, i vilken hon uttrycker besvikelse över sin uppväxt, moderns livsstil och uppfostringsmetoder. Feldt reagerar bland annat över att hennes barndom givits allmän insyn och att den beskrivits på fel sätt. Boken ställer sig även kritisk till Wahlgrens bruk av alkohol och hennes ständiga byten av partner, vilka resulterat i en otrygg uppväxtmiljö.

## Familj
Anna Wahlgren fick nio barn, varav ett dog i förskoleåldern, och var gift sju gånger. Första gången var hon gift 1961–1966 med majoren och modersmålsläraren Lars Danius (1907–1996); de bodde i Täby och fick två döttrar.
Andra gången var hon gift 1966–1972 med styrmannen och konstnären Carsten Feldt (1942–2017). De bodde i Skåne, fick tre barn och separerade efter fyra år. Hon bar då efternamnet Feldt. Anna Wahlgren fick därefter också en son.
Tredje gången var hon gift 1974–1976 med Hamid el Khatib (född 1941). De var bosatta i Egypten, där ovannämnde son dog vid fyra års ålder, och separerade efter ett år. Hon hette då El Khatib.
Fjärde gången var hon gift 1976–1981 med journalisten Bo Söderberg (1944–1995), som senare blev präst. De fick tre döttrar och separerade efter fyra år. Hon bar då efternamnet Söderberg. Familjen bodde i Uppsala och Stockholmsregionen.
Femte gången var hon gift 1985–1986 och sjätte gången 1987–1989 med journalisten Per-Iwar Sohlström (1946–2018). Hon bar då efternamnet Wahlgren Sohlström. De bosatte sig i Gastsjön, Bräcke kommun i Jämtland där Anna Wahlgren blev kvar i omkring 30 år.
Sjunde gången var hon gift 2001–2003 med Stig Karlsson (född 1955). 
Bland de nio barnen märks litteraturvetaren Sara Danius i första äktenskapet, författaren Felicia Feldt och spelutvecklaren Linus Feldt i andra äktenskapet samt kokboksförfattaren Eleonora von Essen i fjärde äktenskapet.